# Pseudotrigonidium duplum
Pseudotrigonidium duplum är en insektsart som beskrevs av Andrej Vasiljevitj Gorochov 1999. Pseudotrigonidium duplum ingår i släktet Pseudotrigonidium och familjen syrsor. Inga underarter finns listade i Catalogue of Life.